# Діпенгейм
Діпенгейм (нід. Diepenheim) — місто в нідерландській провінції Оверейсел. Входить до муніципалітету Гоф-ван-Твенте.
Його площа становить 26,58 км², а населення станом на 2021 рік складало 2 615 осіб.
Перша згадка про населений пункт датується 1150 роком.
До 2001 року мало статус окремого муніципалітету.

## Галерея

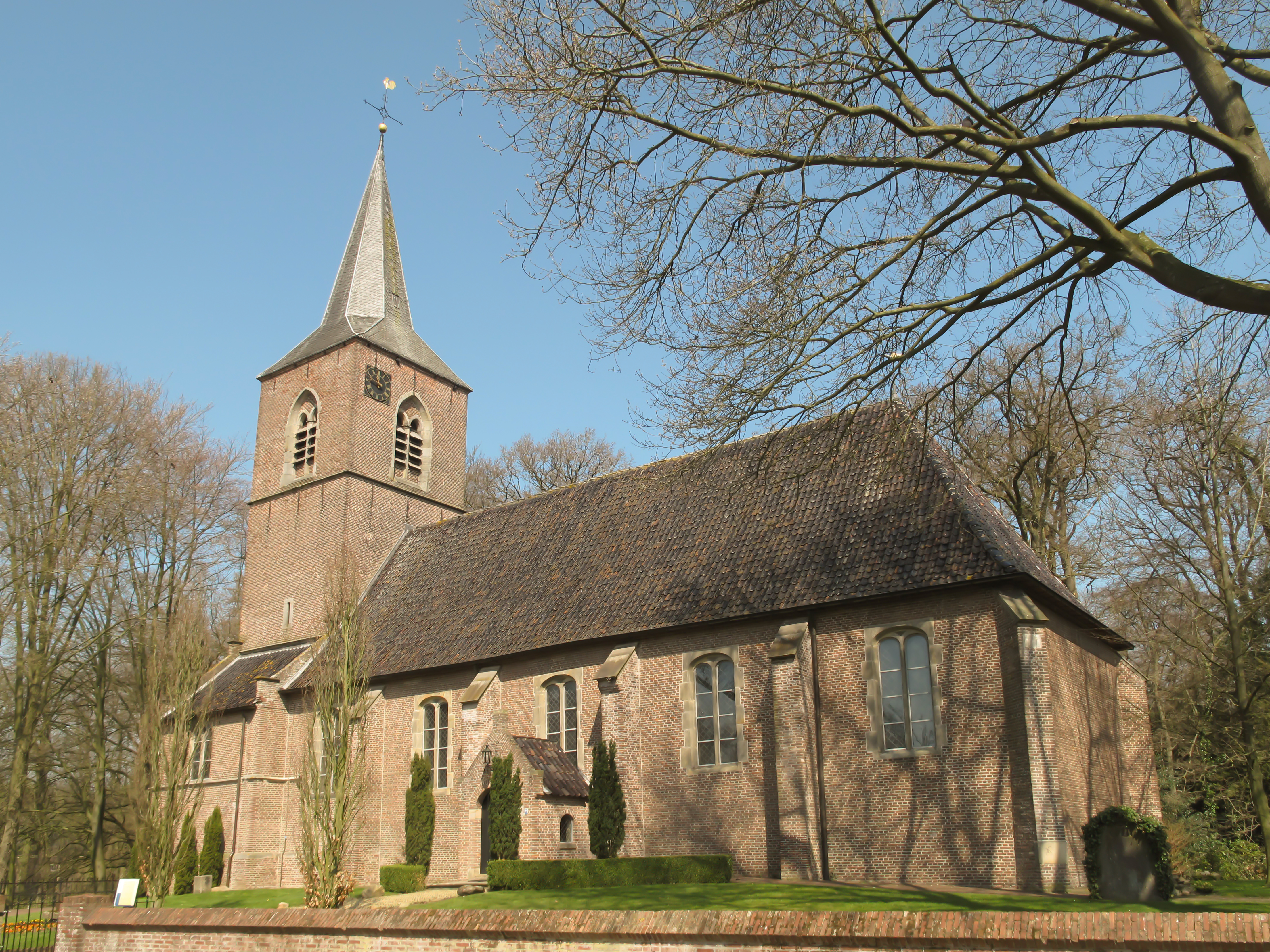
Церква св. Йоганнеса
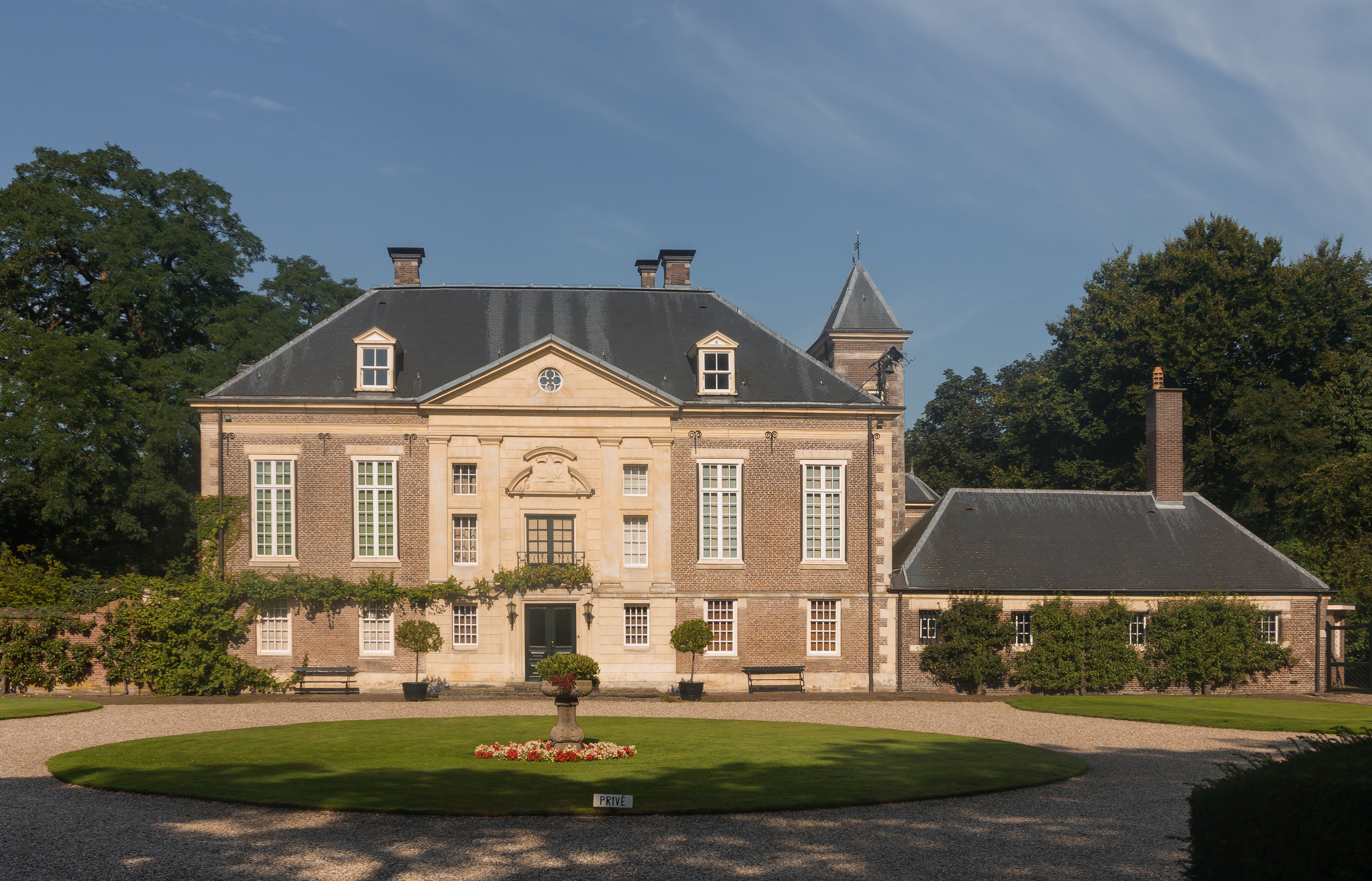
Маєток у місті
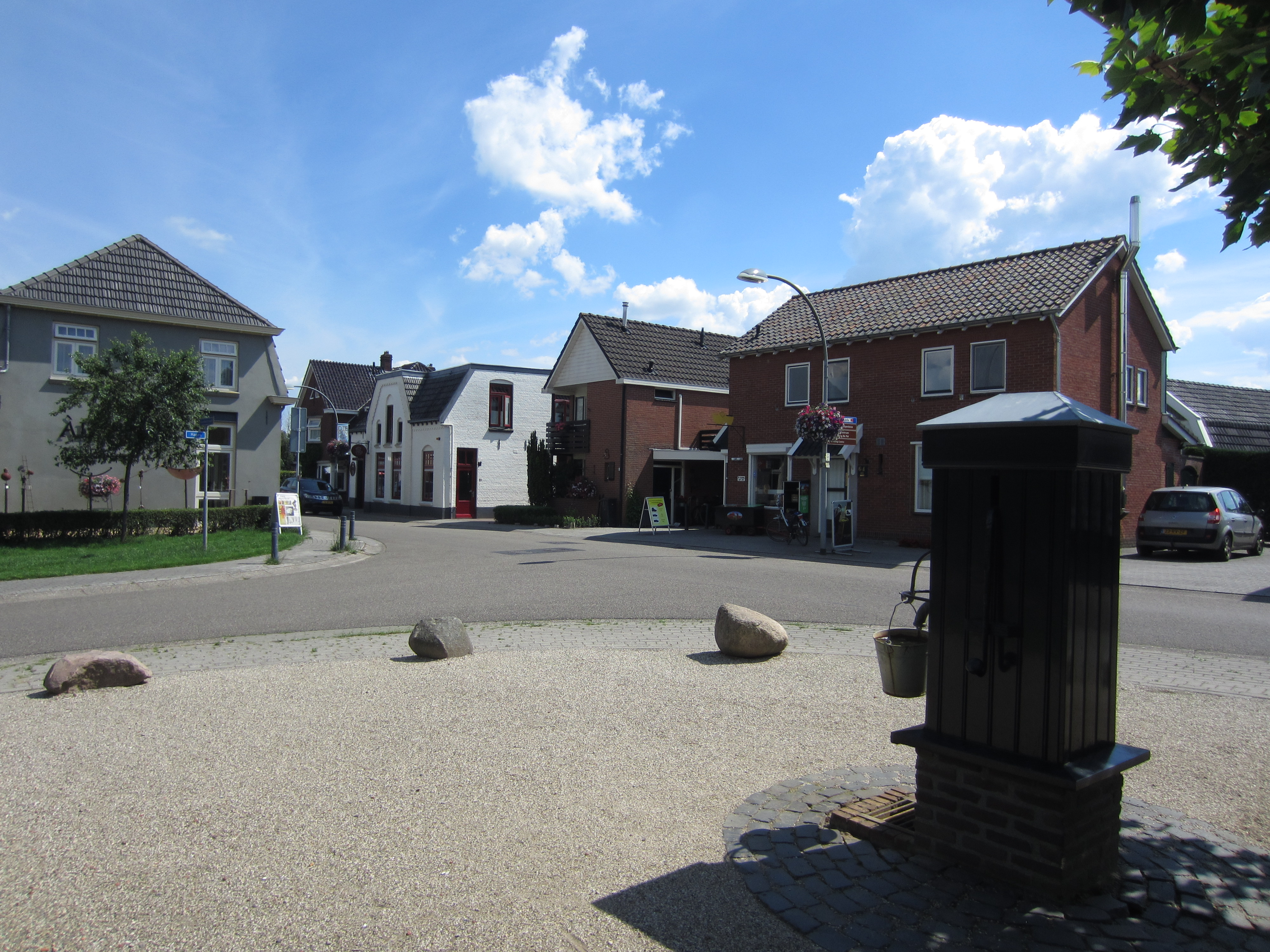
Ручний водяний насос
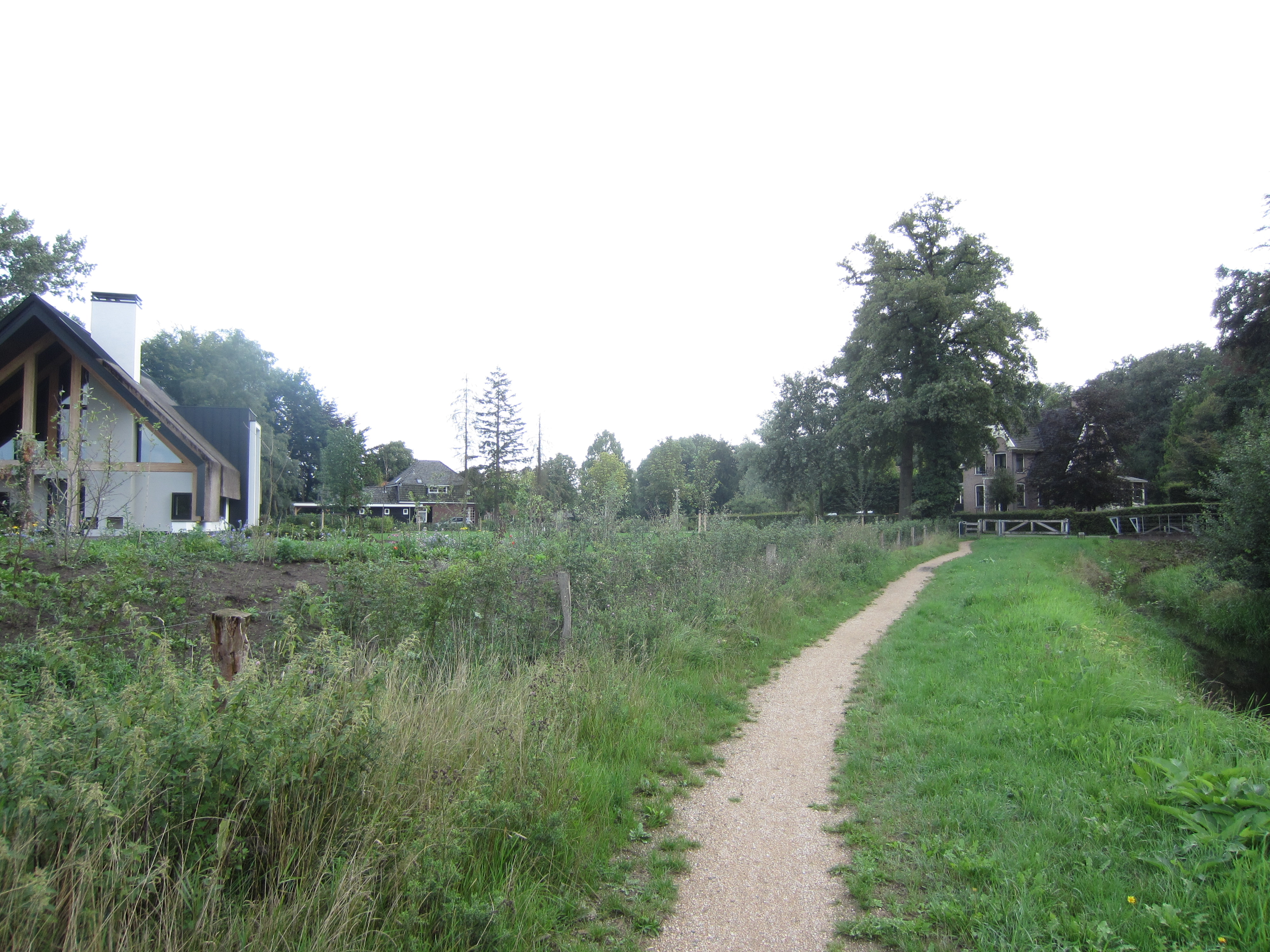
Стежка уздовж течії Регге